# Dag Erik Pedersen
Dag Erik Pedersen   (Skien, 6 de juny de 1959 - Helgeroa, 3 de juny de 2024) va ser un ciclista noruec que fou professional del 1982 al 1991. En el seu palmarès destaquen tres victòries d'etapa al Giro d'Itàlia, dues el 1984 i una el 1986, i el Campionat nacional en ruta de 1992.
El 1981 va donar positiu en efedrina a la Milk Race i fou sancionat durant un mes. El 1994 va passar 24 dies a la presó per excés de velocitat.

## Palmarès
- 1977
  -  Campió de Noruega en ruta junior
  -  Campió de Noruega en contrarellotge junior
- 1978
  - Campió d'Escandinàvia de contrarellotge per equips amateur
- 1979
  - 1r al Gran Premi Ringerike
- 1981
  - 1r al Gran Premi Guillem Tell
  - 1r al Gran Premi Ringerike
  - Vencedor d'una etapa de la Milk Race
- 1982
  - 1r al Giro del Laci
- 1983
  - 1r a la Volta a Escandinàvia
  - Vencedor d'una etapa del Giro de Sardenya
- 1984
  - 1r a la Volta a Noruega i vencedor d'una etapa
  - Vencedor de 2 etapes del Giro d'Itàlia
- 1986
  - 1r al Gran Premi Jessheim
  - 1r al Gran Premi Olav Thon
  - Vencedor d'una etapa del Giro d'Itàlia
- 1987
  - 1r al Gran Premi Olav Thon
- 1989
  - 1r a la Volta a Noruega i vencedor de 2 etapes
  - 1r al Gran Premi Roserittet DNV
- 1990
  - 1r al Gran Premi Ringerike i vencedor d'una etapa
  - Vencedor de 2 etapes de la Volta a Noruega
- 1991
  - Vencedor de 2 etapes de la Volta a Suècia
  - 1r a la Volta a Noruega i vencedor d'una etapa
- 1992
  -  Campió de Noruega en ruta
  -  Campió de Noruega en contrarellotge per equips

### Resultats al Giro d'Itàlia
- 1984. 10è de la classificació general. Vencedor de 2 etapes
- 1985. Abandona (10a etapa)
- 1986. Abandona (21a etapa). Vencedor d'una etapa
- 1987. 59è de la classificació general
- 1988. Abandona (5a etapa)
- 1990. Abandona (4a etapa)